# Middle Kids
Middle Kids ist eine australische Indie-Rock-Band aus Sydney. Sie besteht aus der Lead-Sängerin und Gitarristin Hannah Joy, dem Bassisten Tim Fitz und dem Schlagzeuger Harry Day. Das Trio hat bisher eine EP und ein Album mit dem Titel Lost Friends veröffentlicht. Die Band hat sich einen Namen als Vorband von Ryan Adams, Cold War Kids und in erster Linie Bloc Party gemacht, die sie jeweils auf deren Tour begleiteten; anschließend gingen sie selbst auf Tour.

## Diskografie

### Alben
| Jahr | Titel                      | Höchstplatzierung, Gesamtwochen, AuszeichnungChartsChartplatzierungen (Jahr, Titel, Platzierungen, Wochen, Auszeichnungen, Anmerkungen) | Anmerkungen |
| Jahr | Titel                      | AU | Anmerkungen |
| ---- | -------------------------- | --- | ----------- |
| 2017 | Middle Kids                | AU26 (1 Wo.)AU | EP          |
| 2018 | Lost Friends               | AU10 (1 Wo.)AU |             |
| 2019 | New Songs for Old Problems | AU44 (1 Wo.)AU |             |
| 2021 | Today We’re the Greatest   | AU5 (1 Wo.)AU |             |
| 2024 | Faith Crisis Pt I          | AU20 (… Wo.)AU |             |

### Singles
- 2018: Edge of Town (AU: Platin)
- 2018: Never Start (AU: Gold)
- 2018: Mistake (AU: Gold)
- 2021: Stacking Chairs (AU: Gold)